# Joan Baptista Pons i Trabal
Joan Baptista Pons i Trabal (Barcelona, 1855-Barcelona, 1928) fue un arquitecto español.

## Trayectoria
Titulado en 1880, fue arquitecto municipal de Badalona y La Garriga, y catedrático de carpintería en la Escuela de Bellas Artes de Barcelona. De estilo ecléctico, fue autor de un proyecto de urbanización de la plaza de Cataluña de Barcelona (1888), no realizado, así como de diversas casas en Barcelona: Atzerias (C/ Torres 20, 1892); Batlló (C/ Consejo de Ciento 331, 1892); Peyra (C/ Mallorca 28, 1893); Boera (C/ Valencia 265, 1893); Dotres (C/ Mallorca 292, 1894); Vives (C/ Nueva de la Rambla con Piqué, 1894); y Pons i Trabal (C/ Balmes 81, 1908).
Otras obras suyas son el panteón Cros en el Cementerio de San Gervasio (1894), el edificio del Coro de la Marina en Badalona (1896) y el Monumento a Vicente Roca y Pi en Badalona (1894), con escultura de Torquat Tasso.
Se encargó del primer proyecto para el Colegio Teresiano de Barcelona, que finalmente acabó Antoni Gaudí.
Fue autor de una monografía sobre el monasterio de Santes Creus (1892).
Su hijo Antoni Pons i Domínguez fue también arquitecto.